# Први партизан
Први партизан АД је фабрика муниције, која се налази у Ужицу, Србија. Фабрика је основана 1928. године и снабдева муницијом војску и полицију Републике Србије, као и многе армије света.

## Историјат
Фабрика води порекло од Пушкарне ЗОЗ — Крањ, коју је после Првог светског рата основало неколико мајстора пушкара. У Ужице је пресељена 1927, а 1935. проширена изградњом нових радионица. Године 1937. добила је назив Ужичка фабрика оружја и муниције АД. Упошљавала је око 600 радника и производила дневно 180 војничких пушака и око 50000 метака.
По ослобођењу Ужица 24. септембра 1941. одмах је организована производња, оправка и преправка оружја, муниције и другог ратног материјала за јединице НОВ и ПОЈ, а фабрика је тада носила име Прва партизанска фабрика оружја и муниције. Уз фабрику је радила и ливница. Ради заштите од напада немачког ваздухопловства, октобра 1941. фабрика је раздвојена у 5 погона; најважније машине и уређаји инсталирани су у подземне трезоре Народне банке. Радило се у једној, а касније у две, па и три смене. Партизански одреди у Србији, Санџаку, Црној Гори и источној Босни снабдевани су пушкама, бомбама и муницијом произведеним у фабрици. Због тога су Немци и четници у више наврата покушавали да омету њен рад бомбардовањем из ваздуха и саботажом. Четници су у томе делимично и успели 22. новембра 1941, када су саботажом изазвали експлозију у главном погону — подземном трезору. Том приликом од експлозије мина, муниције барута погинуло је 111 људи, жена и деце (49 радника пушкара и 62 грађана). После тога фабрика је краће време радила са умањеном производњом. Пре пада Ужица у руке Немаца, 29. новембра 1941, фабричке машине су демонтиране и евакуисане возом према Мокрој гори. Радници су ступили у партизанске јединице, највише у Раднички батаљон, чији су сви борци изгинули на Кадињачи 29. новембра 1941, штитећи извлачење Врховног штаба и других јединица из Ужица. За око 2 месеца рада у фабрици је произведено 21 040 пушака, 700 000 пушчаних метака, 90 000 метака за пиштоље, око 20 000 комада панцирне муниције, 300 тромблона, 18 000 ручних бомби, а извршена је и генерална оправка 2 постоља за оруђа, 1 противавионски топ, 20 тешких митраљеза, 300 пушкомитраљеза и 4500 пушака. Оправљена су и два тенка.
После ослобођења Ужица, 18. децембра 1944, фабрика је обновљена. До јуна 1945. фабрика је била под управом НОО Титово Ужице, затим под Министарством индустрије и рударства НР Србије, и Министарством народне одбране ФНРЈ под називом Војно-технички Завод Ужице. Од јула 1947. носила је назив Први Партизан — Титово Ужице. Средином 1950. предата је на управљање радном колективу послујући као самостална привредна организација.

### Експлозија у фабрици 2009.
Експлозија и пожар у Одељењу барутног пуњења фабрике догодила се 3. септембра 2009. године у 21 час и 15 минута. Том приликом је погинуло седам радника: Светлана Ђурић, Јелена Лончаревић, Јасмина Остојић, Гордана Ђокић, Биљана Луковић, Вида Терзић и Драган Миловановић, док је 14 радника повређено.
Након трагедије фабрику су посетили министар унутрашњих послова Ивица Дачић и министар одбране Драган Шутановац. Влада Републике Србије прогласила је 5. септембар 2009. даном жалости у Србији.
- Посета министра Дачића
- После експлозије
- После експлозије
- После експлозије

## Производни програм
Први партизан производи спортску и ловачку муницију, која се продаје на свим континентима. Фабрика има три производна погона и запошљава више од 600 радника, па је самим тим и веома важан чинилац у привреди региона југозападне Србије.
Фабрика производи:
- стрељачку муницију,
- спортску и ловачку муницију,
- поткалибарску и артиљеријску муницију,
- опрему за производњу муниције,
- алате за производњу муниције,
- медицинску опрему,
- инжењеринг.